# 伊琳娜·斯拉维娜
伊琳娜·维亚切斯拉沃芙娜·穆拉赫塔耶娃（俄语：Ирина Вячеславовна Мурахтаева，1973年1月8日—2020年10月2日），笔名伊琳娜·斯拉维娜（Ирина Славина），是俄罗斯下诺夫哥罗德的一名记者、公众和政治人物，小型新闻网站科萨（Koza.Press）的主编。该网站经常发表有关批评俄羅斯总统普京的內容。
2020年10月1日，俄羅斯警方闖入伊琳娜·斯拉维娜的住宅，寻找她与由反俄羅斯政府人士米哈伊尔·霍多尔科夫斯基創立的組織进行联络的线索。警方没收了她和她家人的笔记本和电脑以及手机。2020年10月2日，伊琳娜·斯拉维娜在俄罗斯内务部下诺夫哥罗德州总局大楼前（戈尔科夫斯卡娅地铁站对面）自焚身亡。小型新闻网站科萨（Kosa Press）也無法登陸。阿列克谢·纳瓦利内以及俄羅斯反對派對俄當局進行譴責。

## 外链
- 伊琳娜·斯拉维娜的Facebook專頁